# الحارث بن جبلة
الحارث بن جبلة هو أحد ملوك غسان هو فارس يوم حليمة حيث انتصر جيشه على جيش المنذر بن امرئ القيس ملك الحيرة. وفرض السيادة والامن وحكم لمدة 3 سنوات، وقد تعاون مع الروم ضد الساسانيين خلال معركة دارا.